# لويس سيلفا
لويس سيلفا (بالإسبانية: Luis Silva López)‏ (10 ديسمبر 1988 بلوس أنجلوس في الولايات المتحدة - ) هو لاعب كرة قدم مكسيكي في مركز الوسط. لعب مع تايجرز أونال ودي.سي. يونايتد وريال سالت ليك ونادي تورونتو وOrange County Blue Star ‏.

## وصلات خارجية
- لويس سيلفا على موقع الدوري الأمريكي (الإنجليزية)
- لويس سيلفا على موقع قاعدة بيانات كرة القدم.إي يو (الإنجليزية)
- لويس سيلفا على موقع Soccerway.com (الإنجليزية)
- لويس سيلفا على موقع AS.com (الإسبانية)